# Салаш „Исаилови”
Салаш „Исаилови” је традиционално пољско имање са кућом и економским зградама, карактеристично за простор Војводине, које се налази уз Сремску Митровицу, на око 5 km од центра града према Руми. Употпуњујући туристичку понуду Сремске Митровице, од 2012. године, доступан је свим гостима, посетиоцима и туристима.
О салашу, у правом смислу те речи, који постоји од 1965. године, брину се чланови породице Јовановић. Они су задржали аутентичан изглед и облик салаша, његову основну структуру, што подразумева кућу у којој се може живети, чардак, домаће животиње. У склопу салаша налазе се још два воћњака, њиве и башта у којој домаћини узгајају све намернице које служе својим гостима и од којих припремају традиционална јела.
Салаш „Исаилови” пружа својим посетиоцима, осим боравка и активности на салашу и могућност излета и обилазак знаменитости Сремске Митровице, као и посете манастире Фрушке горе.

## Награде и признања
Салаш је за квалитет услуга у угоститељској и туристичкој делатности за 2017. годину, награђен наградом „Капија успеха” од стране Привредне коморе Војводине.
Такође, у оквиру Пројекта „Пут кa врху”, салашу је 14. јуна 2018. године, додељено признање „Капетан Миша Анастасијевић” за Сремски округ, за најлепши пример старих сремских салаша.